# Witruwiusz

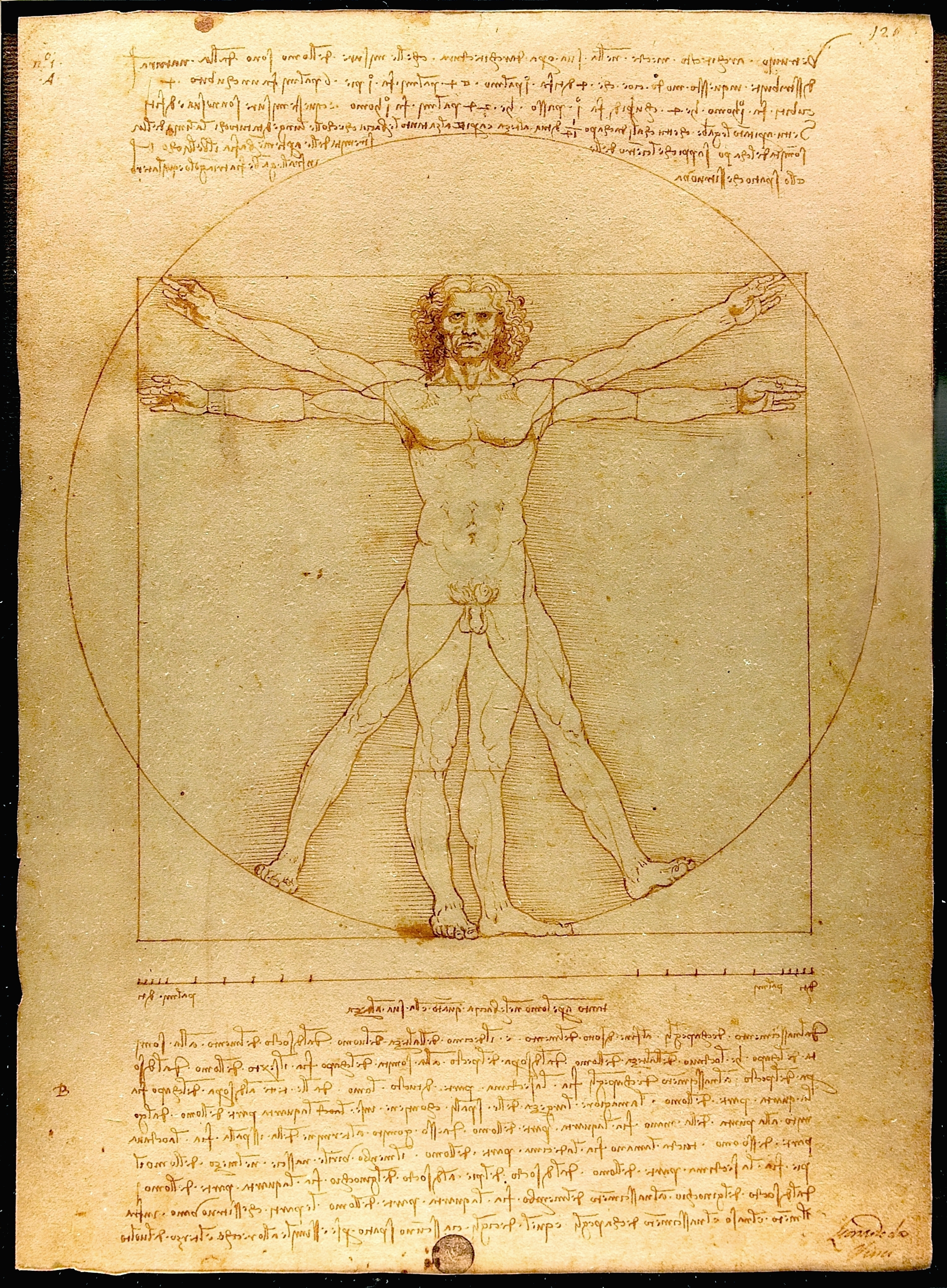
Człowiek witruwiański Leonarda da Vinci

Marcus Vitruvius Pollio – rzymski architekt żyjący w I w. p.n.e. 
Był konstruktorem machin wojennych za panowania Juliusza Cezara i Oktawiana Augusta. Twórca tzw. człowieka witruwiańskiego – opisu proporcji ludzkiego ciała zobrazowanego rysunkiem nagiego mężczyzny wpisanego w okrąg i kwadrat (własną wersję tego rysunku upowszechnił później Leonardo da Vinci).
Witruwiusz zasłynął jako autor traktatu O architekturze ksiąg dziesięć, który powstał pomiędzy rokiem 20 p.n.e. a 10 p.n.e., a został odnaleziony dopiero w 1415 roku w bibliotece klasztoru St. Gallen w Szwajcarii, przez humanistę florenckiego Poggia. Dzieło to jest dzisiaj bezcennym źródłem wiedzy o architekturze i sztuce budowlanej starożytnych Greków i Rzymian. Witruwiusz opisuje w nim szczegółowo zarówno greckie porządki klasyczne, jak i ich rzymskie odmiany. Opisy były uzupełnione odpowiednimi ilustracjami - oryginalne rysunki jednak się nie zachowały. Omówione zostały również szeroko zasady stosowane przez Rzymian przy planowaniu miast i wznoszeniu budowli. W okresie nowożytnym wielu sławnych autorów wykonywało ilustracje do tego dzieła, próbując odtworzyć zaginione rysunki.